# Eutanyacra pallidicoxis
Eutanyacra pallidicoxis là một loài tò vò trong họ Ichneumonidae.